# Мишићи спољашњег уха
Мишићи спољашњег уха су мали закржљали мишићи, који се зракасто пружају од ушне шкољке до околних коштаних структура и апонеурозе свода лобање. Ову групу сачињавају три парна мишића:
- предњи ушни мишић (лат. musculus auricularis anterior),
- горњи ушни мишић (лат. musculus auricularis superior) и
- задњи ушни мишић (лат. musculus auricularis posterior).

Сви они су инервисани гранама фацијалног живца и код човека немају никакво дејство (односно могу незнатно да померају ушну шкољку код појединих особа). Код неких врста животиња ови мишићи могу да померају спољашње ухо у разним правцима и да га окрећу ка извору звучних таласа.